# Comuna Mala Bilozerka, Vasîlivka
Mala Bilozerka (în ucraineană Мала Білозерка) este o comună în raionul Vasîlivka, regiunea Zaporijjea, Ucraina, formată din satele Mala Bilozerka (reședința) și Novobilozerka.

## Demografie
Componența lingvistică a comunei Mala Bilozerka
     Ucraineană (91,67%)
     Rusă (7,42%)
     Alte limbi (0,3%)
Conform recensământului din 2001, majoritatea populației comunei Mala Bilozerka era vorbitoare de ucraineană (91,67%), existând în minoritate și vorbitori de rusă (7,42%).